# Shō Tanaka (Eishockeyspieler)
Shō Tanaka (jap. 田中 翔, Tanaka Shō; * 15. Januar 1985 in Sapporo, Hokkaidō) ist ein japanischer Eishockeyspieler, der seit 2009 bei den Tohoku Free Blades in der Asia League Ice Hockey unter Vertrag steht.

## Karriere
Shō Tanaka begann seine Karriere als Eishockeyspieler in der Mannschaft der Hōsei-Universität. Anschließend unterschrieb er einen Vertrag bei den Tohoku Free Blades, die in der Saison 2009/10 ihren Spielbetrieb in der Asia League Ice Hockey aufnahmen. In dieser erzielte der Angreifer in seinem Rookiejahr im professionellen Eishockey in 33 Spielen zwei Tore und gab eine Vorlagen. Zudem erhielt er acht Strafminuten. In der Saison 2010/11, welche aufgrund des Tōhoku-Erdbebens vorzeitig beendet wurde, gewann er mit seiner Mannschaft erstmals den Meistertitel der Asia League Ice Hockey.

### International
Für Japan nahm Tanaka an der U18-Junioren-Weltmeisterschaft der Division I 2003 sowie der U20-Junioren-Weltmeisterschaft der Division II 2005 teil. Bei dieser erzielte er in fünf Spielen drei Tore und eine Vorlage.

## Erfolge und Auszeichnungen
- 2011 Asia-League-Ice-Hockey-Meister mit den Tohoku Free Blades

## Asia-League-Statistik
(Stand: Ende der Saison 2011/12)